# TCR-affaire
De TCR-affaire was een politieke affaire in Nederland die draaide om het bedrijf Tank Cleaning Amsterdam en Rotterdam (TCA/TCR). Dit afvalverwerkingsbedrijf overtrad in de jaren 80 en 90 jarenlang de milieuwetgeving. De gedragingen van het bedrijf en zijn leiding werden politiek omdat het tientallen miljoenen aan overheidssubsidie opstreek, ook terwijl er al gerechtelijk onderzoek liep.

## Het bedrijf
Sinds 1985 voerden de drie gebroeders Tom, Ron en Jan Langeberg het bewind over twee grote afvalverwerkingsbedrijven in de haven van Amsterdam en Rotterdam (TCA en TCR). In het begin loopt het bedrijf aardig, de milieubranche is groeiende en wordt financieel ondersteund door de overheid die verschillende subsidies verstrekt. Als echter de olieprijs daalt en zeeschepen zelf over steeds betere schoonmaakinstallaties beschikken zodat de scheepsafvalstromen afnemen starten zowel TCA als TCR ook met het inzamelen van landafvalstromen. Dit betreft afvalstoffen die afkomstig zijn van calamiteiten en reinigings- en restproducten van industriële activiteiten, waarvoor echter de aanwezige installaties niet altijd geschikt zijn. Daarom wordt een deel van de giftige stoffen illegaal afgevoerd naar het buitenland waaronder België en Engeland, en naar later blijkt verdwijnt een deel rechtstreeks in het havenwater.

## Lozingen
Vanaf 1989 beginnen de diverse controle-instanties misstanden te constateren bij TCA en TCR en worden vele processen-verbaal voor beide bedrijven geschreven waaronder 43 voor TCR. Men gaat echter door met illegaal lozen en houdt de lozingspijp eerst met een camera in de gaten en later vanuit een uitkijkhokje. Daarin wordt de wacht gehouden als er illegaal geloosd wordt en zo kan tijdig gestopt worden met lozen als er gecontroleerd wordt. Ook wordt er 's nachts geloosd zodat lozingen, die niet aan de controle-instanties worden gemeld zoals voorgeschreven is, niet snel zullen worden ontdekt en worden op vele andere manieren de controle-instanties om de tuin geleid. Ook wordt de boekhouding vervalst zodat bij een controle daarvan ook niets te vinden zou zijn.
Aan de buitenkant moest alles netjes en in orde lijken en zelfs zo in orde dat de bedrijven in aanmerking komen voor milieukeurmerken. De Nederlandse vereniging van verwerkers van chemische afvalstoffen (NVCA), waarin Jan Langeberg een prominente rol speelt, verleent een milieucertificaat in september 1992 aan TCA en in januari 1993 aan TCR. Ook wordt door TCR in september 1993 het ISO-9001-certificaat in de wacht gesleept. Dit wekt zoveel vertrouwen dat bepaalde grote bedrijven als Shell en de Hoogovensgroep in zee gaan met de gebroeders Langeberg.

## Onderzoek
Uit het in 1993 opgestarte politieonderzoek bleek het bedrijvennetwerk rond TCR 120 bedrijven te omvatten. Gedurende geruime tijd wordt het bedrijf TCR geobserveerd door camera's en thermische camera's die zijn opgesteld in een leegstaand fabriekspand. Door duikers van de marine wordt een nieuw ontwikkeld monsternemingsapparaat in de lozingspijp aangebracht. Tijdens het onderzoek wordt ook aandacht besteed aan grensoverschrijdende transporten van afvalstoffen. Uiteindelijk worden huiszoekingen gedaan in december 1993 en worden aanhoudingen verricht.
In 1995 wordt dit grote milieuonderzoek ter terechtzitting behandeld en de rechtbank Rotterdam veroordeelt Jan Langeberg tot zes jaar gevangenisstraf vanwege deelname aan een criminele organisatie, het illegaal lozen van afvalwater op oppervlaktewater, EG-fraude, valsheid in geschrifte en belastingfraude. Dit is tot dan toe de hoogste straf opgelegd in een milieuzaak. Ron wordt veroordeeld tot drie jaar en zes maanden, en Tom tot twaalf maanden gevangenisstraf. Enkele handlangers worden veroordeeld respectievelijk tot drie jaar, twee jaar en eveneens twee jaar cel, waarvan acht maanden voorwaardelijk. De broers Langeberg en de bedrijvengroep zijn failliet en de ruim 40 miljoen gulden aan verstrekte subsidie is niet terug te vorderen.

## Rol van minister Kroes
De TCR-affaire leidde in 1997 tot een parlementair onderzoek naar de rol van minister Neelie Kroes (toen nog Smit-Kroes). Hoewel haar al in 1984 door toenmalig advocaat-generaal Feber al was gemeld dat de broers Langeberg zich schuldig maakten aan grootschalige milieufraude, tekende ze als minister van Verkeer en Waterstaat in de loop der jaren voor een staatssteun van 23 miljoen gulden (bijna 10,5 miljoen euro). Vrijwel direct nadat Feber Smit-Kroes in 1984 op de hoogte had gesteld van het lopende Rijkspolitie-onderzoek naar milieufraude door de gebroeders Langeberg, lekte dat onderzoek uit, inclusief details van het gesprek tussen Feber en Kroes. Het onderzoek leidde daardoor tot niets. Kroes heeft bij herhaling ontkend dat zij in 1984 naar de Langebergs heeft gelekt. Toen in 1989 uit de controles duidelijk werd dat er toch van alles mis zat bij TCR, werd nog in het SG-beraad besloten dat het OM geen strafvervolging tegen TCR mocht instellen, zodat Kroes, die toen nog net minister was, uit de wind bleef.
Van de parlementaire onderzoekscommissie kreeg Kroes echter het verwijt dat zij een malafide bedrijf met overheidssubsidie in het zadel had geholpen, waardoor de milieumisdrijven mogelijk werden. Zij was na de val van het Kabinet-Lubbers II in 1989 echter niet meer als minister teruggekomen en heeft verder nooit verantwoording hoeven af te leggen voor deze zaken.